# Jürgen Manfred Nathan
Jürgen Manfred Nathan {Alemania, 26 de septiembre de 1935-Buenos Aires, Argentina, 22 de febrero de 2001) fue un piloto germano-argentino de automovilismo. también fue dueño de varias concesionarias de la marca Mercedes-Benz.
Jürgen llegó a la Argentina a los 4 años de edad. Ya de joven, comenzó a participar en los grandes premio de Turismo Carretera. Corrió hasta en la década de 1960, en sus comienzos con Chevitú y luego con una cupé Dodge GTX. También participó en la efímera Sport Prototipo Argentino, en 1970 con un Chevitú-Chevrolet y en 1972 con un Martos-Peugeot, terminando 16° en el campeonato.En 1982 corrió algunas carreras en la naciente categoría Turismo Competición 2000 con una cupé Ford Taunus. también integró el equipo oficial Mercedes Benz de rally . Fue dueño de varias concesionarias exclusivos de la marca Mercedes-Benz. Había sido corredor, pero también estuvo ligado al automovilismo como mecánico deportivo de Mercedes Benz. Hacía dos meses había abierto el taller en Núñez y era dueño de otro en la zona de Las Cañitas. Jürgen también trabajó como jefe de mecánicos para Fiat y Peugeot.
Falleció en febrero de 2001 de un infarto por la tensión sufrida durante un asalto en su concesionaria de la marca alemana Mercedes-Benz, ubicada en el barrio porteño de Núñez.